# Acetylvanillin
Acetylvanillin, auch Acetovanillin oder Vanillinacetat, ist eine organische Verbindung aus der Gruppe der Carbonsäureester und Aldehyde. Es handelt sich um ein Derivat des Vanillins, bei dem die Hydroxygruppe in Position 4 mit Essigsäure verestert ist.

## Herstellung
Acetylvanillin kann durch Acetylierung von Vanillin hergestellt werden, indem dieses mit Natriumhydroxid und Acetanhydrid umgesetzt wird.

## Reaktionen
Bei der Reduktion von Acetylvanillin mit Natriumborhydrid in Ethanol wird selektiv die Aldehydgruppe reduziert. Dies eignet sich als instruktives Laborexperiment, um nachzuvollziehen, wie Natriumborhydrid in Gegenwart eines Esters selektiv einen Aldehyd reduzieren kann.
Die Aldehydgruppe kann durch Reaktion mit Acetanhydrid in Gegenwart von Indiumtriflat als Acylal (Diacetat) geschützt werden. Die Entschützung ist beispielsweise mit Ammoniumcer(IV)-nitrat, mit Schwefelsäure oder Salzsäure in Ethanol oder mit Bortriiodid / Diethylanilin möglich.
Acetylvanillin eignet sich als Edukt für die Synthese von Ferulasäure und Coniferylalkohol, was auch für die Synthese von isotopenmarkiertem (14C) Coniferylalkohol genutzt wurde. Durch Fries-Umlagerung und Polymerisation von Acetylvanillin wird ein Lignin-artiges Produkt erhalten.

## Verwendung
Acetylvanillin ist in der EU unter der FL-Nummer 09.035 als Aromastoff für Lebensmittel zugelassen.